# Chironomus despectus
Chironomus despectus är en tvåvingeart som beskrevs av Jean-Jacques Kieffer 1917. Chironomus despectus ingår i släktet Chironomus och familjen fjädermyggor.
Artens utbredningsområde är Paraguay. Inga underarter finns listade i Catalogue of Life.